# Éliane Montel

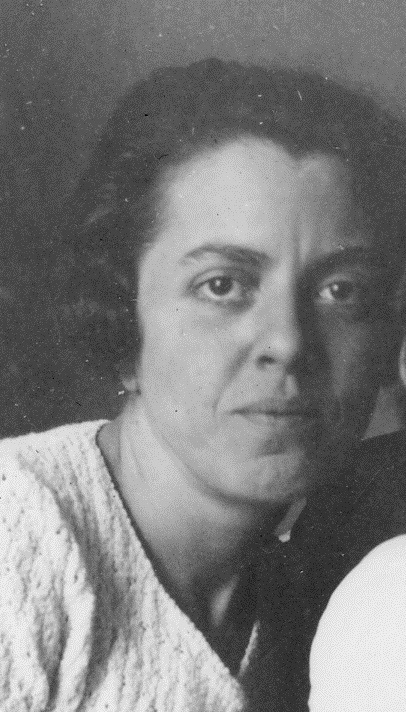
Éliane Montel, 1935

Éliane Montel (* 8. Oktober 1898 in Marseille; † 24. Januar 1993 in Paris) war eine französische Physikerin.

## Leben
Éliane Montel studierte an der École normale supérieure de jeunes filles in Sèvres im Fachbereich Naturwissenschaften (Jahrgang S1920). Sie erhielt 1919 ein Certificat d’aptitude à l’enseignement secondaire pour jeunes filles und 1923 die Agrégation in Physik für den Unterricht von Mädchen.
Im November 1927 hat ihr Marie Curie erlaubt, als freie Mitarbeiterin im Labor des Radiuminstituts zu arbeiten. Sie blieb dort bis 1928.
Von 1929 bis 1930 unterrichtete sie an einer Sekundarschule.
1930 bewarb sie sich um ein Rothschild-Stipendium für das Schuljahr 1930–1931 und erhielt es, musste aber ihre Forschungen einstellen, um sich um ihre Mutter zu kümmern, und konnte das Schuljahr nicht beenden.
Im Jahr 1931 erhielt sie eine Stelle als Forschungsmitarbeiterin an der École supérieure de physique et de chimie industrielles de la ville de Paris (ESPCI) im Labor von Paul Langevin. Mit Paul Langevin hatte sie eine Beziehung und ihr Sohn Paul-Gilbert Langevin wurde 1933 geboren.
Éliane Montel wurde im Labor von Frédéric Joliot-Curie am Collège de France aufgenommen.
Nach Paul Langevins Tod im Jahr 1946 setzte sie ihre Forschung im Labor am ESPCI unter der Leitung von René Lucas fort und arbeitete an Messungen der Mobilität von Gasionen.
Anschließend unterrichtete sie bis zu ihrer Pensionierung Physik und Chemie am Lycée François 1er in Fontainebleau.

## Veröffentlichungen (Auswahl)
- Éliane Montel: Sur la pénétration du polonium dans le plomb (note). In: Journal de physique et du radium. 10. Jahrgang, Nr. 2, Februar 1929, S. 78–80 (französisch, hal.science).
- Éliane Montel: Les grands maîtres de la science: Paul Langevin. In: La technique moderne. Paris 1935 (französisch).
- Éliane Montel: Sur la détermination des mobilités des ions gazeux (note). In: Comptes rendus hebdomadaires des séances de l’Académie des sciences. Bachelier, Paris 12. April 1939, S. 1141–1144 (französisch, bnf.fr).
- Éliane Montel: Sur une nouvelle méthode de mesure des mobilités d’ions dans les gaz (note). In: Comptes rendus hebdomadaires des séances de l’Académie des sciences. Bachelier, Paris 14. Februar 1944 (französisch, bnf.fr).
- Éliane Montel: Sur la mobilité et la diffusion des ions (note). In: Comptes rendus hebdomadaires des séances de l’Académie des sciences. Bachelier, Paris 8. April 1946 (französisch, bnf.fr).
- Éliane Montel, Ouang Te Tchao: Sur l’analyseur de Paul Langevin pour l’étude des mobilités des ions gazeux (note). In: Comptes rendus hebdomadaires des séances de l’Académie des sciences. Bachelier, Paris 23. April 1951 (französisch, bnf.fr)..
- Ouang Te Tchao, Éliane Montel: Action des rayons β de 204Tl et de 90Sr sur les films photographiques ordinaires (note). In: Comptes rendus hebdomadaires des séances de l’Académie des sciences. Bachelier, Paris 28. September 1953 (französisch, bnf.fr).
- Ouang Te Tchao, Éliane Montel, P. Pannetier: Sur un électromètre monofilaire de grande sensibilité (note). In: Journal de physique et du radium. Paris 14. November 1953 (französisch, hal.science).
- Éliane Montel, Ouang Te Tchao: Sur la mobilité des ions dans l’air (note). In: Journal de physique et du radium. Paris 14. November 1954 (französisch, hal.science).
- René Lucas, Éliane Montel: Hommage à Paul Langevin: la vie, l’œuvre et l’action. In: Les Cahiers rationalistes. Paris 1972 (französisch).
- Éliane Montel: Langevin et le rationalisme : le savant hors de la tour d’ivoire. In: Scientia. Paris 1973 (französisch).